# Clinique du Docteur Van Neck
La Clinique du Docteur Van Neck est un immeuble de style Art nouveau situé à Saint-Gilles en Région bruxelloise.

## Historique
Construite en 1910 à la fin de la période faste de l'Art nouveau, cette clinique est une commande du docteur Van Neck à l'architecte Antoine Pompe qui crée ici sa première œuvre. L'immeuble situé au n° 53 de la rue Henri Wafelaerts à Saint-Gilles est classé depuis 1981. Originellement conçu comme clinique orthopédique, le bâtiment est actuellement occupé par l'Institut de Rythmique Jaques-Dalcroze de Belgique.

## Style
À mi-chemin entre l'Art nouveau géométrique et le modernisme, la façade de cet immeuble fait montre d'une grande modernité pour l'époque.
Elle arbore peu d'ornements, si ce n'est la ferronnerie en fers plats représentant des fleurs stylisées. 
Le soubassement est composé de pierres blanches alors que le reste de la façade utilise la brique de Denain.
On remarque trois niveaux et trois travées matérialisées par des pilastres (doublés au dernier étage).
La façade est symétrique à l'exception du rez-de-chaussée.